# Кано Пілларс
«Кано Пілларс» (англ. Kano Pillars FC) — нігерійський футбольний клуб з міста Кано. Виступає в Прем'єр-лізі Нігерії. Заснований 1990 року. Домашні матчі проводить на стадіоні «Сані Абача», що вміщає 25 000 глядачів.

## Історія
Заснований в 1990 шляхом злиття клубів WRECA FC, Kano Golden Stars і Bank of the North FC. Перший успіх «Кано Пілларс» здобув вже незабаром, вигравши чемпіонат Нігерії у сезоні 2007/2008, після чого у сезонах 2011-12 та 2013 клуб ще двічі вигравав Прем'єр-лігу Нігерії.

## Досягнення
- Чемпіон Нігерії (4): 2007-08, 2011-12, 2013, 2014
- Фіналіст Кубка Нігерії (1): 1991

## Відомі гравці
- Абіодун Барува
- Сані Кайта
- Френсіс Кумбур
- Ахмед Муса